# Evolvulus maximiliani
Evolvulus maximiliani är en vindeväxtart som beskrevs av Carl Friedrich Philipp von Martius och Jacques Denys Denis Choisy. Evolvulus maximiliani ingår i släktet Evolvulus och familjen vindeväxter. Inga underarter finns listade i Catalogue of Life.